# CLARION (arquitectura cognitiva)
El aprendizaje conexionista con inducción de reglas adaptativas en línea ( CLARION ) es una arquitectura cognitiva computacional que se ha utilizado para simular muchos dominios y tareas en psicología cognitiva y psicología social, así como para implementar sistemas inteligentes en aplicaciones de inteligencia artificial . Una característica importante de CLARION es la distinción entre procesos implícitos y explícitos y centrarse en capturar la interacción entre estos dos tipos de procesos. El sistema fue creado por el grupo de investigación dirigido por Ron Sun.

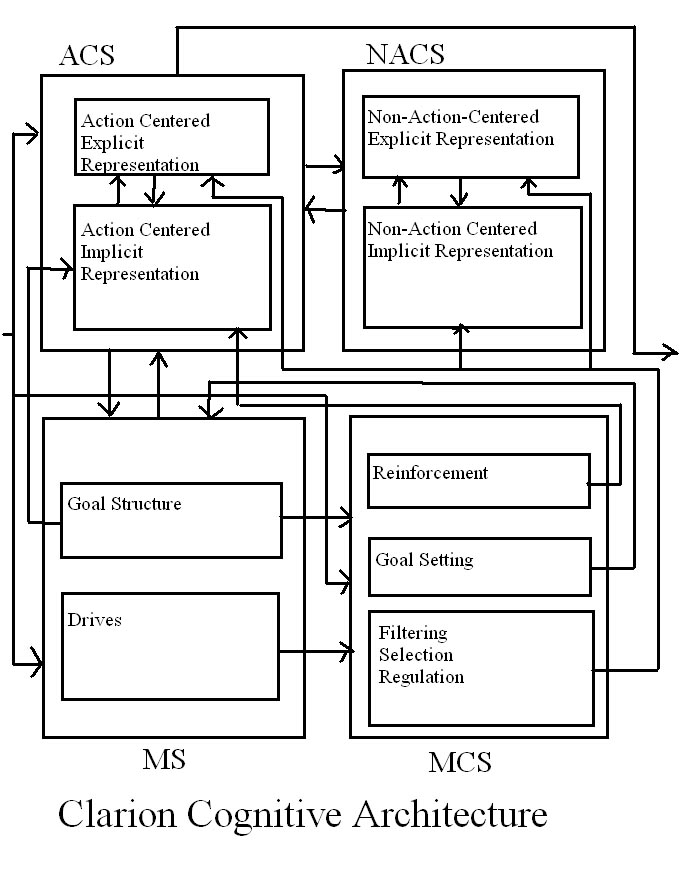
Marco Clarion

## Descripción general
CLARION es una arquitectura cognitiva integradora, se utiliza para explicar y simular fenómenos cognitivo-psicológicos, lo que potencialmente podría conducir a una explicación unificada de los fenómenos psicológicos. Hay tres capas en la teoría CLARION, la primera capa es la teoría central de la mente. Las teorías principales consisten en una serie de subsistemas distintos, que son las estructuras esenciales de CLARION, con una estructura de representación dual en cada subsistema (representaciones implícitas versus explícitas; Sun et al., 2005). Sus subsistemas incluyen el subsistema centrado en la acción, el subsistema no centrado en la acción, el subsistema motivacional y el subsistema metacognitivo . La segunda capa consiste en los modelos computacionales que implementan la teoría básica, es más detallada que la teoría de primer nivel pero sigue siendo general. La tercera capa consiste en los modelos específicos implementados y simulaciones de los procesos o fenómenos psicológicos. Los modelos de esta capa surgen de la teoría básica y de los modelos computacionales generales.

### Estructura Representacional Dual
La distinción entre procesos implícitos y explícitos es fundamental para la arquitectura cognitiva de Clarion. Esta distinción está motivada principalmente por la evidencia que respalda la memoria implícita y el aprendizaje implícito . Clarion captura la distinción implícito-explícito independientemente de la distinción entre memoria procedimental y memoria declarativa . Para capturar la distinción implícito-explícito, Clarion postula dos sistemas de representación paralelos e interactivos que capturan conocimiento implícito y explícito respectivamente. El conocimiento explícito se asocia con la representación localista y el conocimiento implícito con la representación distribuida. El conocimiento explícito reside en el nivel superior de la arquitectura, mientras que el conocimiento implícito reside en el nivel inferior. En ambos niveles, las unidades representacionales básicas son nodos conexionistas, y los dos niveles difieren en cuanto al tipo de codificación. En el nivel superior, el conocimiento se codifica utilizando nodos de fragmentos localistas mientras que, en el nivel inferior, el conocimiento se codifica de forma distribuida a través de colecciones de nodos de (micro)funciones. El conocimiento puede codificarse de manera redundante entre los dos niveles y puede procesarse en paralelo dentro de los dos niveles. En el nivel superior, el procesamiento de la información implica el paso de activaciones entre nodos de fragmentos por medio de reglas y, en el nivel inferior, el procesamiento de la información implica la propagación de activaciones de (micro)funciones a través de redes neuronales artificiales . Los flujos de información de arriba hacia abajo y de abajo hacia arriba están habilitados por enlaces entre los dos niveles. Dichos enlaces se establecen mediante fragmentos de Clarion, cada uno de los cuales consta de un solo nodo de fragmento, una colección de nodos de (micro)funciones y enlaces entre el nodo de fragmento y los nodos de (micro)funciones. De esta manera, un solo fragmento de conocimiento puede expresarse tanto en forma explícita (es decir, localista) como implícita (es decir, distribuida), aunque no siempre se requiere tal expresión dual. La estructura de representación dual permite que los procesos implícitos y explícitos se comuniquen y, potencialmente, codifiquen el contenido de manera redundante. Como resultado, la teoría de Clarion puede dar cuenta de varios fenómenos, como los efectos de aceleración en el aprendizaje, las ganancias de rendimiento relacionadas con la verbalización, las ganancias de rendimiento en las tareas de transferencia y la capacidad de realizar un razonamiento basado en la similitud, en términos de interacción sinérgica entre implícitos. y procesos explícitos. Estas interacciones involucran tanto el flujo de activaciones dentro de la arquitectura (p. ej., el razonamiento basado en la similitud se apoya en la difusión de la activación entre fragmentos a través de (micro)características compartidas), así como los procesos de aprendizaje ascendentes, descendentes y paralelos. En el aprendizaje ascendente, las asociaciones entre (micro)características en el nivel inferior se extraen y codifican como reglas explícitas. En el aprendizaje de arriba hacia abajo, las reglas del nivel superior guían el desarrollo de asociaciones implícitas en el nivel inferior. Además, el aprendizaje puede llevarse a cabo en paralelo, tocando simultáneamente procesos implícitos y explícitos. A través de estos procesos de aprendizaje, el conocimiento puede codificarse de forma redundante o complementaria, según lo dicte la historia del agente. Los efectos de sinergia surgen, en parte, de la interacción de estos procesos de aprendizaje. Otro mecanismo importante para explicar los efectos de sinergia es la combinación y el equilibrio relativo de señales de diferentes niveles de la arquitectura. Por ejemplo, en un estudio de modelado basado en Clarion, se ha propuesto que un desequilibrio provocado por la ansiedad en las contribuciones relativas de los procesos implícitos frente a los explícitos puede ser el mecanismo responsable de la degradación del rendimiento bajo presión.

### Subsistemas
La arquitectura cognitiva de Clarion consta de cuatro subsistemas.

#### Subsistema centrado en la acción
El papel del subsistema centrado en la acción es controlar tanto las acciones externas como las internas. La capa implícita está formada por redes neuronales denominadas Redes Neurales de Acción, mientras que la capa explícita está formada por reglas de acción. Puede haber sinergia entre las dos capas, por ejemplo, el aprendizaje de una habilidad puede acelerarse cuando el agente tiene que hacer reglas explícitas para el procedimiento en cuestión. Se ha argumentado que el conocimiento implícito por sí solo no puede optimizar tan bien como la combinación de ambos, explícito e implícito.

#### Subsistema no centrado en la acción
El papel del subsistema no centrado en la acción es mantener el conocimiento general. La capa implícita está hecha de redes neuronales asociativas, mientras que la capa inferior son reglas asociativas. El conocimiento se divide además en semántico y episódico, donde semántico es conocimiento generalizado y episódico es conocimiento aplicable a situaciones más específicas. También es importante tener en cuenta que, dado que hay una capa implícita, no todo el conocimiento declarativo tiene que ser explícito.

#### subsistema motivacional
El papel del subsistema motivacional es proporcionar motivaciones subyacentes para la percepción, la acción y la cognición. El sistema motivacional de CLARION se compone de impulsos en el nivel inferior, y cada impulso puede tener distintas fortalezas. Hay impulsos de bajo nivel y también impulsos de alto nivel destinados a mantener a un agente sostenido, decidido, enfocado y adaptable. La capa explícita del sistema motivacional está compuesta por metas. se utilizan objetivos explícitos porque son más estables que los estados motivacionales implícitos. el marco CLARION considera que los procesos motivacionales humanos son muy complejos y no se pueden representar a través de una representación explícita.
Los ejemplos de algunas unidades de bajo nivel incluyen:
- alimento
- agua
- reproducción
- Evitar estímulos desagradables (no mutuamente excluyentes de otros impulsos de bajo nivel, pero separados por la posibilidad de estímulos más específicos)

Los ejemplos de algunas unidades de alto nivel incluyen:
- Afiliación y pertenencia
- Reconocimiento y logro
- Dominio y poder
- Justicia

También existe la posibilidad de unidades derivadas (generalmente al tratar de satisfacer las unidades primarias) que pueden crearse mediante condicionamiento o mediante instrucciones externas. cada impulso necesario tendrá una fuerza proporcional, también se tendrá en cuenta la oportunidad

#### Subsistema metacognitivo
El papel del subsistema metacognitivo es monitorear, dirigir y modificar las operaciones de todos los demás subsistemas. Las acciones en el subsistema metacognitivo incluyen: establecer metas para el subsistema centrado en la acción, establecer parámetros para los subsistemas de acción y no acción, y cambiar un proceso en curso tanto en el subsistema de acción como en el de no acción.

## Aprendiendo
El aprendizaje se puede representar con conocimiento explícito e implícito de forma individual al mismo tiempo que representa el aprendizaje de abajo hacia arriba y de arriba hacia abajo. El aprendizaje con conocimiento implícito se representa a través de Q-learning, mientras que el aprendizaje solo con conocimiento explícito se representa con un aprendizaje único, como la prueba de hipótesis. El aprendizaje de abajo hacia arriba (Sun et al., 2001) se representa a través de una red neuronal que se propaga hasta la capa explícita a través del algoritmo de refinamiento de extracción de reglas (RER), mientras que el aprendizaje de arriba hacia abajo se puede representar a través de una variedad de formas.

## Comparación con otras arquitecturas cognitivas
Para comparar con algunas otras arquitecturas cognitivas (Sun, 2016):
- ACT-R emplea una división entre memoria procesal y declarativa que es algo similar a la distinción de CLARION entre el subsistema centrado en la acción y el subsistema no centrado en la acción. Sin embargo, ACT-R no tiene una distinción clara (basada en procesos o basada en representaciones) entre procesos implícitos y explícitos, que es un supuesto fundamental en la teoría CLARION.
- Soar no incluye una diferencia clara basada en la representación o basada en el proceso entre la cognición implícita y explícita, o entre la memoria procedimental y declarativa; se basa en las ideas de espacios de problemas, estados y operadores. Cuando hay un objetivo destacado en la pila de objetivos, diferentes producciones proponen diferentes operadores y preferencias de operadores para lograr el objetivo.
- EPIC adopta un sistema de producción similar al de ACT-R. Sin embargo, no incluye la dicotomía de procesos implícitos y explícitos, que es esencial en CLARION.

## Aplicaciones teóricas
CLARION se ha utilizado para dar cuenta de una variedad de datos psicológicos (Sun, 2002, 2016), como la tarea de tiempo de reacción en serie, la tarea de aprendizaje de gramática artificial, la tarea de control de procesos, una tarea de inferencia categórica, una tarea de aritmética alfabética y la tarea de la Torre de Hanoi. Las tareas de tiempo de reacción en serie y control de procesos son tareas típicas de aprendizaje implícito (que involucran principalmente rutinas reactivas implícitas), mientras que la Torre de Hanoi y la aritmética alfabética son tareas de adquisición de habilidades cognitivas de alto nivel (con una presencia significativa de procesos explícitos). Además, se ha trabajado mucho en una tarea compleja de navegación de campos minados, que implica una toma de decisiones secuencial compleja. También se ha iniciado el trabajo sobre tareas de decisión organizacional y otras tareas de simulación social (p. ej., Naveh y Sun, 2006), así como tareas metacognitivas. Otras aplicaciones de la arquitectura cognitiva incluyen la simulación de la creatividad (Helie y Sun, 2010) y el abordaje de la base computacional de la conciencia (o conciencia artificial ) (Coward y Sun, 2004).